# أرشي كاو
أرشي كاو (بالإنجليزية: Archie Kao)‏ هو ممثل أمريكي، ولد في 14 ديسمبر 1969 بواشنطن العاصمة في الولايات المتحدة.

## أعمال

### أفلام
- (2015) بلاك هات

### مسلسلات
- التحقيق في موقع الجريمة

## وصلات خارجية
- أرشي كاو على موقع IMDb (الإنجليزية)
- أرشي كاو على موقع ألو سيني (الفرنسية)
- أرشي كاو على موقع أول موفي (الإنجليزية)
- أرشي كاو على موقع قاعدة بيانات الفيلم (الإنجليزية)
- أرشي كاو على موقع كينوبويسك (الروسية)